# Nachal Oren
Nachal Oren (hebräisch נַחַל אוֹרֶן, arabisch وادي الفلاح) ist ein Fluss im Karmel-Gebirge.

## Name
Der hebräische Name Nachal Oren kann mit Kiefern-Fluss übersetzt werden.
Nachal bezeichnet auf Deutsch einen Strom, ein Flusstal, ein Wadi.
Das Wort Oren bedeutet auf Deutsch Kiefer.
Der arabische Name Wadi al-Fallah kann mit Tal der Bauern oder Tal der Landwirtschaft übersetzt werden.
Wadi bedeutet Senke, Tal.
Fallah oder Fellah bedeutet Bauer, Landwirtschaft, Fellache.
Der Nachal Oren führt ebenso wie alle seine hier erwähnten Nebenflüsse nur zur Regenzeit im Winter Wasser.
Das Wasser seiner Quellen wird zum größten Teil direkt bei den Quellen abgefangen und zur Bewässerung oder als Trinkwasser verwendet.

## Geographie
- Karte mit allen Koordinaten der Mündungen der Nebenflüsse und sonstiger interessanter Stellen:
- OSM |
- WikiMap

### Verlauf
Zwischen den Ortschaften Isfija ⊙ im Nordosten und Daliyat al-Karmel ⊙ im Westen erhebt sich ein bis zu 490 m hoher Hügel.
In diesem Hügel entspringen die beiden Quellflüsse des Nachal Oren.
Die Quelle des nördlichen Quellflusses ⊙ entspringt auf 455 m Höhe.
Ihr Wasser fließt nach Westen.
Die Quelle des südlichen Quellflusses entspringt auf 463 m Höhe.
Ihr Wasser fließt nach Nordwesten.
Nach etwa 350 m vereinigen ⊙ sich beide Quellflüsse zum Nachal Oren auf einer Höhe von etwa 443 m.
Der Nachal Oren fließt nun in einer engen, etwa 100 m breiten und bis zu 10 m tiefen Schlucht zuerst nach Nordwesten, dann nach Westen und schließlich nach Südwesten zwischen den beiden Ortschaften hindurch.
Nach 2 km unterquert er die Straße Nr. 672 und wendet sich wieder nach Nordwesten.
Er hat hier noch eine Höhe von ungefähr 375 m.
Der Nachal Oren fließt am Nordostrand der Ortschaft Daliyat al-Karmel entlang.
1,2 km nordwestlich der Straßenkreuzung und nochmal 200 m weiter mündet je ein längerer Zufluss von Nordosten kommend.
Der zweite Zufluss heißt Nachal Nets.
Er mündet auf 348 m Höhe.
Nach weiteren 1,3 km mündet von Norden der 2,3 km lange Nachal Cheiq auf 320 m Höhe.
Er passiert in seinem Oberlauf die Quelle ʿEin Cheiq hebräisch עין חֵיק ⊙
300 m weiter liegt auf dem Westufer des Nachal Oren auf 317 m Höhe die Quelle ʿEin Daisch hebräisch עין די״ש ⊙ auf 317 m Höhe.
Nach weiteren 700 m mündet auf 306 m Höhe der Nachal Allon von Norden kommend.
Am Nachal Allon entlang führt ein Wanderweg den Berg hinauf bis zur Kreuzung Zomet Damon ⊙.
Die Kreuzung liegt auf 500 m Höhe.
An dieser Kreuzung trifft die Straße 721, die vom Mittelmeer und aus dem Tal des Nachal Oren kommt, auf die Straße 672, die Daliyat al-Karmel und Isfiya mit Haifa verbindet.
Es gibt hier auch eine Bushaltestelle.
1 km weiter schwenkt der Nachal Oren aus seiner Nordwestrichtung direkt nach Westen.
Die nächsten 5 km mäandriert er sehr stark.

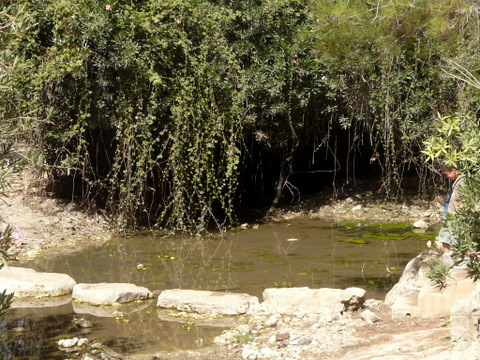
Die Quelle ʿEin Allon

1,2 km westlich des Westschwenks befindet sich nördlich des Nachal Oren die Quelle ʿEin Allon ⊙ auf 237 m Höhe.
200 mm nach der Quelle mündet von links der Nachal Raqit.
400 m weiter unterquert der Nachal Oren die Straße Nr. 721 ⊙ auf 218 m Höhe.
Die Straße 721 läuft nun für 3 km auf der Südseite des Nachal Oren.
Danach kreuzt ⊙ sie auf seine Nordseite, kreuzt nach 1,4 km die Straße Nr. 4 ⊙ und geht bei der Küstenautobahn ⊙ in die Straße 7110 über.

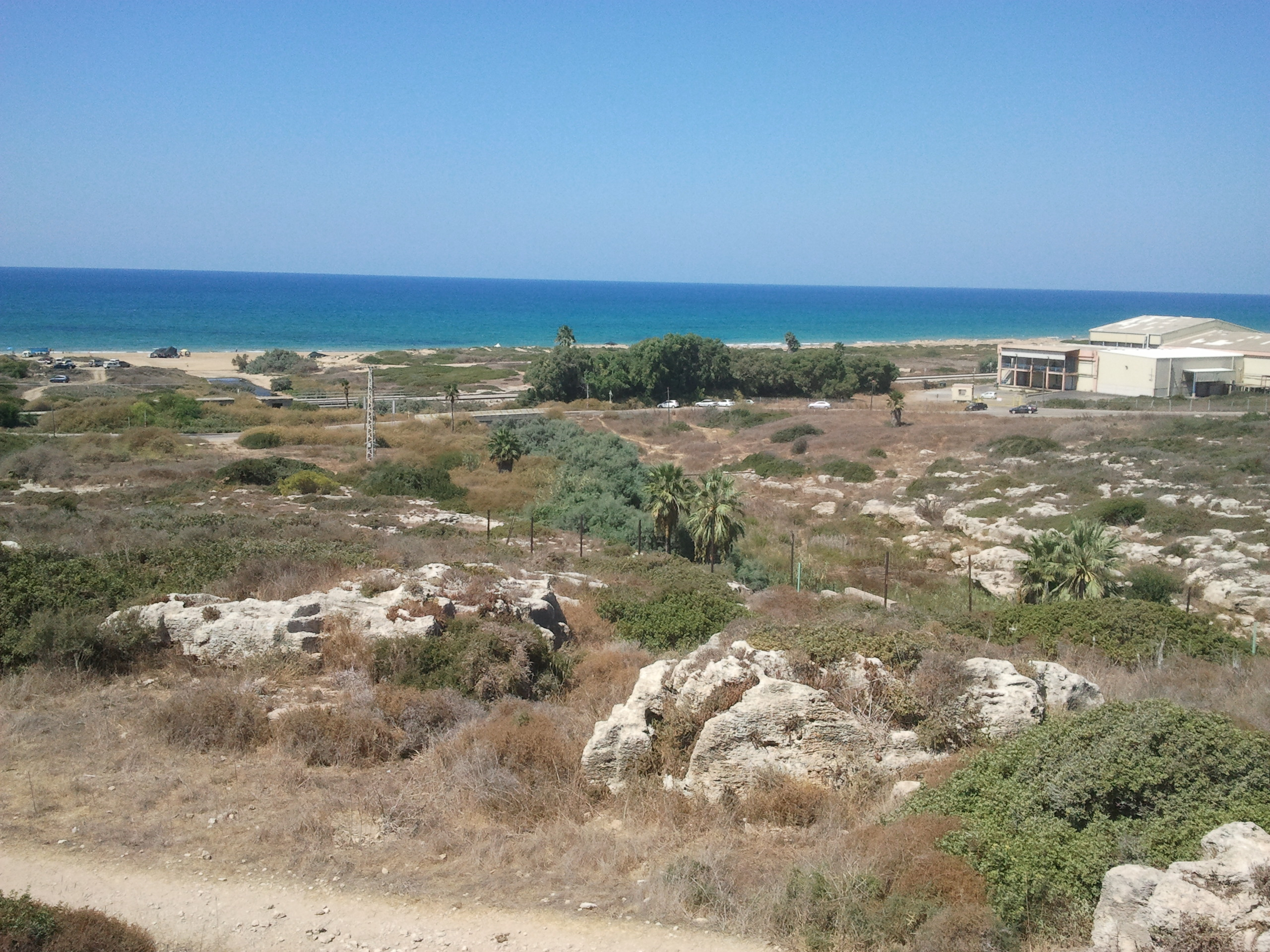
Mündung des Nachal Oren ins Mittelmeer

Der Nachal Oren bildet, nachdem er die Straße 721 unterquert hat, eine 2,3 km lange Schleife nach Nordwesten.
Dann kehrt er zur Straße zurück und fließt für 2,2 km nach Südwesten.
360 m vor dem Parkplatz bei den archäologischen Ausgrabungsstätten mündet nun der Nachal Bustan von links in den Nachal Oren.
Nach einem weiteren Fluss-Kilometer in Richtung Westen verlässt der Nachal Oren das Karmelgebirge und tritt in den Streifen der Karmelküste (Chof haKarmel) ein.
Er unterquert die Straße Nr. 4 ⊙ auf der Höhe von 38 m und schwenkt nach Süden.
Nach 220 m unterquert er die Straße 721.
Er wendet sich immer weiter nach Westen und unterquert nach 2 km die Küsten-Autobahn ⊙ auf der Höhe von 9 m.
Nach weiteren 440 m in nordwestlicher Richtung unterquert er die Straße 7110 ⊙.
Er fließt weiter in nordwestlicher Richtung und unterquert nach 540 m die Bahn-Hauptlinie Naharija–Beʾer Sheva ⊙.
Nach weiteren 220 m in nordwestlicher Richtung erreicht er das Mittelmeer.

### Zuflüsse
Auf der ganzen Strecke fließen dem Nachal Oren von links und rechts von den Berghängen viele kleine unbenannte Nebenflüsse zu. Dabei kommen die längeren Nebenflüsse aus nördlicher Richtung, weil dort die höheren Berge sind.
Benannte Zuflüsse vom Ursprung zur Mündung:
- Nachal Nets von rechts ⊙
- Nachal Cheiq von rechts ⊙
- Nachal Allon von rechts ⊙
- Nachal Raqit (נחל רקית) von links ⊙
- Nachal Bustan von links ⊙[1]

## Pflanzenwelt
Der durchschnittliche Jahresniederschlag reicht von 550 mm an der Küstenebene bis zu 750 mm in den höchsten Lagen.
Die Talhänge des Nachal Oren sind mit mediterraner Macchie bewachsen.
In ihr kommen Kiefern, Eichen und Pistazien vor.
Entlang der Ufer wachsen Aleppo-Kiefern, Eichen, breitblättriger Sanddorn, Fluss-Weißdorn und verschiedene Gräser.
Im Fluss wachsen Madonnen-Lilien und Echte Feigen.
Leider zerstören immer wieder Waldbrände im Karmel die wertvolle Vegetation. Diese Feuer entstehen teilweise durch Raketen der Hamas, die gezielt versucht Israels Vegetation zu zerstören.

## Gesteine
Das Tal des Nachal Oren besteht aus Gesteinen aus dem Cenomanium und dem Turonium wie Kalkstein, Dolomit, Kreide, Mergel sowie einer Reihe von Tuffaufschlüssen. Auf Kalkstein und Dolomit ist der Boden mit Terra rossa bedeckt, auf Kreide und Mergel mit Rendzina. Die Talhänge sind steil. Ihre Steigung überschreitet teilweise 50 %.

## Evolution Canyon
Der untere Abschnitt des Nachal Oren wird als „Evolution Canyon“ bezeichnet.
Hier finden sich große Unterschiede in der Pflanzen- und Tierwelt zwischen den nach Süden abfallenden Nordhängen und den nach Norden abfallenden Südhängen.
Die Nordhänge sind starker Sonneneinstrahlung, großer Hitze und Dürre ausgesetzt.
Die Südhänge dagegen sind kühler und feuchter.
Durch den Klimawandel werden diese Effekte noch verstärkt.
Zahlreiche wissenschaftliche Untersuchungen studieren die Reaktion und die Anpassung von Tieren und Pflanzen auf diese Umweltbedingungen.

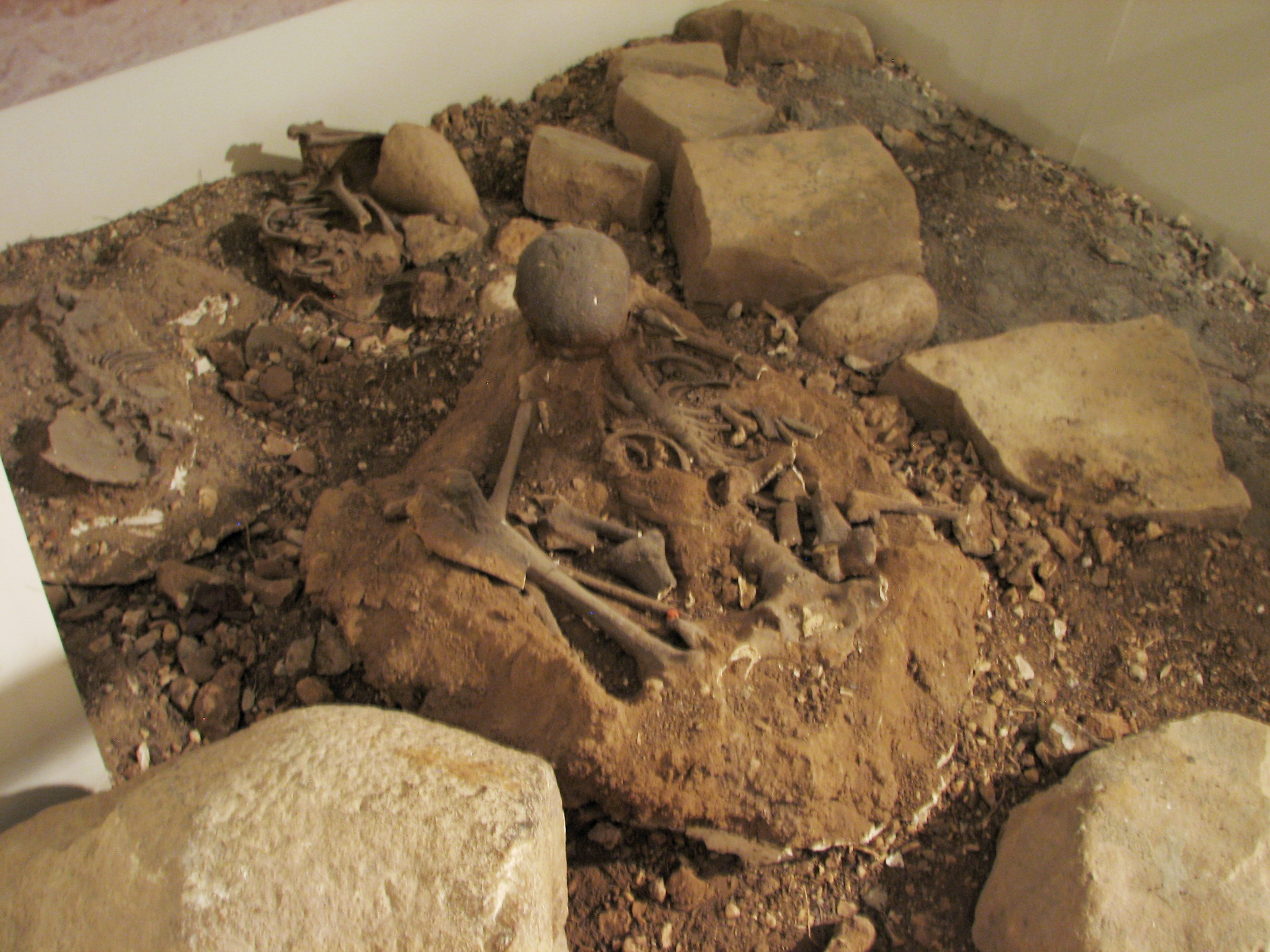
Skelett vom Nachal Oren

Oren-Höhlen am nördlichen Hang

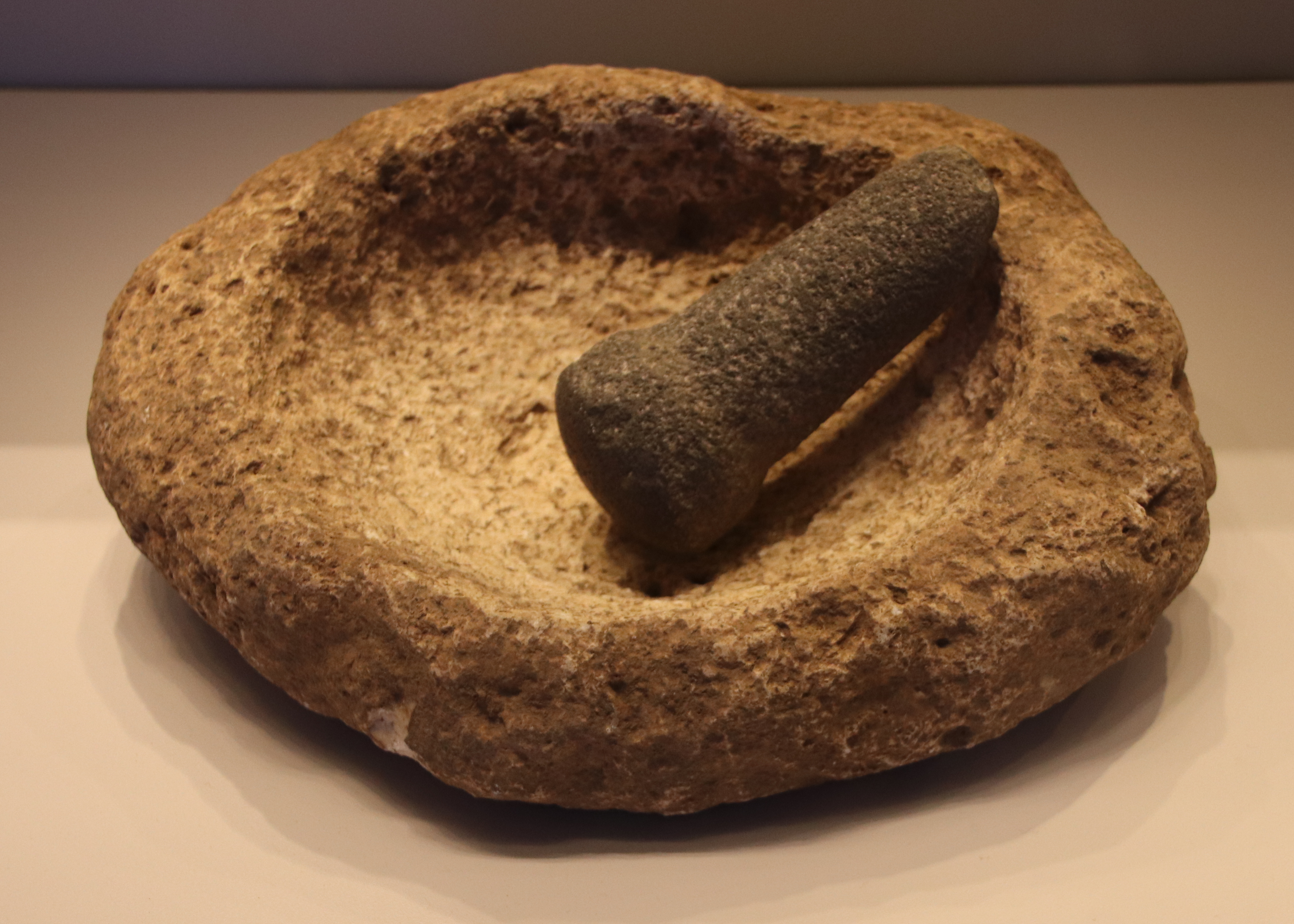
Basaltstößel und Kalksteinmörser, Natufien

## Archäologische Fundstätten im Nachal Oren
Entlang des Nachal Oren gibt es mehrere Höhlen und in einigen von ihnen wurden archäologische Ausgrabungen gemacht.
Die drei hier ausführlicher vorgestellten Höhlen waren keine Wohnhöhlen, die ganzjährig bewohnt wurden.
Sie wurden als Unterstand genutzt, waren nur saisonal bewohnt und wurden als Basislager für die Jagd benutzt.
Sie befinden sich alle in der Nähe des Parkplatzes ⊙
an der Straße 721, etwa 560 m östlich der Kreuzung der Straße 721 mit der Straße Nr. 4.
Die oberen und die untere Oren-Höhle sind von der Straße 721 aus am Nordhang sichtbar.
Sie sind für die Öffentlichkeit gesperrt.
Zur Fingerhöhle führt vom Parkplatz ein etwa 350 m langer Aufstieg über ungefähr 75 Höhenmeter auf dem Israel National Trail.
Zunächst wurde im Gebiet der oberen und unteren Höhle nur ein Grab gefunden.
Später mehrere Skelette, dann wurde auf einer Stufe unterhalb der unteren Höhle ein Friedhof aus dem Natufien mit 50 Skeletten gefunden.

### Obere Oren-Höhlen
Unterhalb des oberen Randes des nördlichen Felshanges befinden sich in 120 m Höhe mehrere Höhlen.
Die größte ⊙ davon ist 25 m tief.
Sie teilt sich in zwei kleinere Hallen, die eine 4,5 m breit und 7 m tief, die andere 4 m breit und 5 m tief.
Bei Ausgrabungen von 1958 bis 1960 wurden in dieser Höhle Feuerstein-Werkzeuge gefunden, die auf die mittlere Periode der Altsteinzeit zwischen 80.000 und 40.000 v. Chr. datiert wurden.

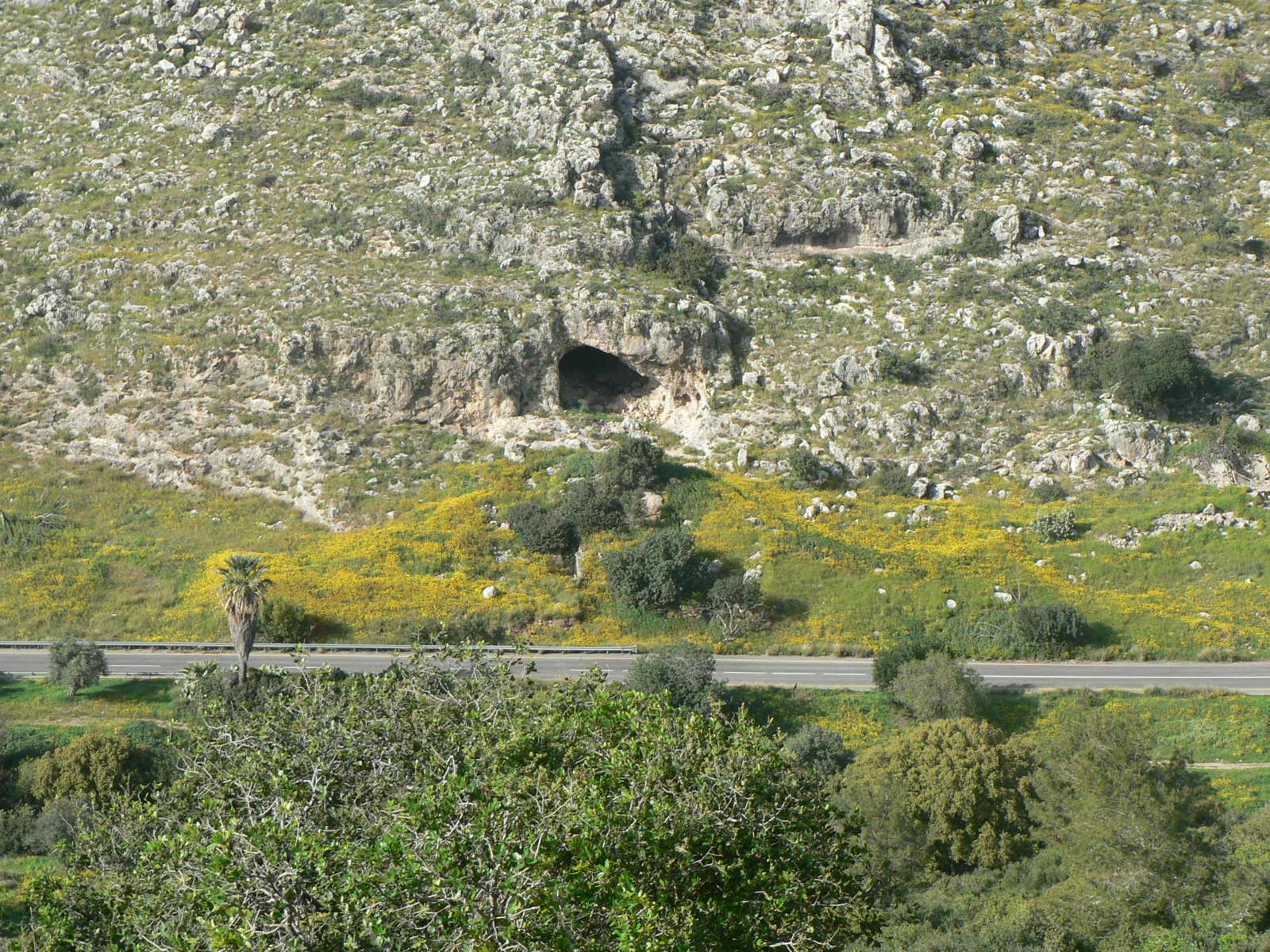
Untere Höhle (Hiob-Höhle)

### Untere Oren-Höhle
Die untere Höhle ⊙ wird auch Hiob-Höhle genannt bezugnehmend auf die Bibelstelle (Ijob 30,6 ).
Sie befindet sich auf der Nordseite der Straße 721 in 60 m Höhe, etwa 20 m hoch über dem Straßenniveau.
Erste Ausgrabungen fanden hier 1941 unter Leitung von Moshe Stekelis (1898–1967) statt.
Stekelis fand Werkzeuge aus dem Natufien.
Von 1954 bis 1956 leiteten Moshe Stekelis und Tamar Yizraeli-Noy (1926–1997) am Nachal Oren Ausgrabungen, an denen auch David Ussishkin teilnahm.
Sie fanden Zeugnisse für die Perioden Kebarien, Natufien und Präkeramisches Neolithikum (Präkeramisches Neolithikum A und Präkeramisches Neolithikum B).
Sie gruben künstlich angelegte Terrassen und Fundamente von Häusern aus.
Ab 1968 gab es weitere Ausgrabungen durch Tamar Yizraeli-Noy und Eric Sidney Higgs (1908–1976).
Die Funde wurden datiert auf die mittlere Periode der Altsteinzeit zwischen 80.000 und 40.000 v. Chr., das Jungpaläolithikum zwischen 40.000 und 16.000 v. Chr., das Natufien vor 12.000 bis 10.000 Jahren, die Jungsteinzeit von 8.300 bis 4.500 v. Chr.
1973 wurden unterstützt durch das British Museum von der University of Cambridge und dem Israel-Museum weitere Ausgrabungen gemacht.
Bei diesen Ausgrabungen wurden mehrere Gräber und Skelette gefunden, darunter fünf Skelette aus der präkeramischen Jungsteinzeit und ein Skelett aus dem Natufien.
Bei den Skeletten waren die Köpfe teilweise entfernt worden, teilweise wurden die Köpfe separat beerdigt.
Außerdem wurden große Mengen von Knochen junger Gazellen gefunden.
Diese Funde können auf Haustierhaltung hindeuten.
Die Funde einiger Weizenkörner deuten nicht direkt auf den Anbau von Feldfrüchten hin.
Es kann sein, dass diese Körner von Wildpflanzen gesammelt wurden.
Im Natufien lebten die Menschen in runden Hütten vor der Höhle.
Sie waren Jäger und Sammler und begannen erste Feldfrüchte anzubauen.
In der Jungsteinzeit lebten die Menschen in runden Hütten vor der Höhle.
Sie bauten Pflanzen an und hatten Haustiere.

### Finger-Höhle
Die Fingerhöhle ⊙
befindet sich in 133 m Höhe auf der südlichen Talseite.
Vom Parkplatz aus führt ein ausgebauter Pfad zur Fingerhöhle.
Er ist Teil des Israel National Trails.
Die Fingerhöhle hat drei Hallen, die hintereinander wie die Glieder eines Fingers angeordnet sind, was der Höhle ihren Namen gab.
Die vorderste Halle war von Menschen bewohnt.
Moshe Stekelis machte 1941 Ausgrabungen in der Fingerhöhle.
Er fand zwei prähistorische Schichten.
Die obere Schicht stammte aus der Jungsteinzeit, 8.300 bis 4.500 v. Chr.
Zu dieser Zeit bauten die Menschen Pflanzen an und hatten Haustiere.
Darunter befand sich eine Schicht aus der Altsteinzeit, 80.000 bis 40.000 v. Chr.
Hier wurden verschiedene Feuersteinwerkzeuge gefunden: Messer, Schaber und Pfeilspitzen.
Am Pfad zur Fingerhöhle befindet sich eine kleine Befestigung ⊙.
Sie stammt aus der Zeit des Zweiten Weltkrieges und wurde von den Briten erbaut, um den Eingang des Nachal-Oren-Tales zu sichern.
Sie war Teil des Masada-Plans, der als letzte Verteidigungslinie der Briten vorgesehen war, falls die Deutschen in Ägypten die britischen Verteidigungslinien überwinden sollten.
Dieser Plan sah vor, im Falle eines deutschen Angriffs alle jüdischen Bewohner Israels im Karmel-Gebirge zu einem letzten Verteidigungsversuch zu sammeln.
Durch die deutschen Niederlagen bei El-Alamein wurde dies unnötig und die Verteidigungsanlagen wurden nie im Kampf benutzt.

## Tourismus
Im Gebiet des Karmel verläuft der Israel National Trail teilweise im Tal des Nachal Oren und kreuzt ⊙ dieses.
Dieser Wanderweg gelangt in die Nähe ⊙ der oberen und unteren Oren-Höhlen und führt direkt an der Fingerhöhle ⊙ vorbei.
Man kann den gesamten Israel National Trail mit Google Street View virtuell entlang wandern.
Im Tal des Nachal Oren und in dessen Umgebung gibt es mehrere Campingplätze und Übernachtungsmöglichkeiten, von der Quelle zur Mündung:
- zahlreiche Unterkünfte in Isfija und Daliyat al-Karmel
- Spider house 7, südlich des Nachal Oren auf 365 m Höhe ⊙
- Campingplatz bei der Alon-Quelle ⊙
- mehrere Unterkünfte in Beit Oren, nördlich des Nachal Oren ⊙
- Campingplatz Beit Oren, Fairy Forest, nördlich des Nachal Oren ⊙
- Campingplatz bei den archäologischen Ausgrabungsstätten ⊙

## Vokabeln
Hier die im Artikel vorkommenden Vokabeln:
| Deutsch               | Arabisch     | Aussprache        | Hebräisch      | Aussprache         |
| --------------------- | ------------ | ----------------- | -------------- | ------------------ |
| Fellache, Bauer       | فلاح         | fellah            |                |                    |
| Dalijat al-Karmel     | دالية الكرمل | dalijat al-karmel | דאליית אל-כרמל | dalijat al-karmel  |
| der Fellache          | الفلاح       | al-fellah         |                |                    |
| der Karmel            | الكرمل       | al-karmel         | הכרמל          | ha-karmel          |
| der, die, das         | ال           | al-               | ה              | ha-                |
| Eiche                 |              |                   | אלון           | allon              |
| Eichen-Quelle         |              |                   | עין אלון       | ʿein allon         |
| Finger                |              |                   | אצבע           | ezba               |
| Finger-Höhle          |              |                   | מערת אצבע      | meʿarat ezba       |
| Höhle                 |              |                   | מערת           | meʿarat [von …]    |
| ʿIsfija               | عسفيا        | ʿisfija           | עספיא          | ʿisfija            |
| Karmel                | كرمل         | karmel            | כרמל           | karmel             |
| Kiefer                |              |                   | אורן           | oren               |
| Kiefern-Fluss         |              |                   | נחל אורן       | nachal oren        |
| Kreuzung              |              |                   | צֹמֶת            | zomet              |
| Obstgarten            |              |                   | בוסתן          | bustan             |
| Quelle                |              |                   | עין            | ʿain, ʿein [von …] |
| Strom, Flusstal, Wadi |              |                   | נחל            | nachal             |
| Tal des Fellachen     | وادي الفلاح  | wadi al-fellah    | ואדי פלאח      | wadi fellach       |
| Wadi, Flusstal        | وادي         | wadi              | ואדי           | wadi               |

### Youtube Filmchen über den Nachal Oren
- Nahal Oren (Oren River – Stream) (Mavic Air 2 – Cinematic 4k 60fps), Februar 2021
- Yarden explaining Nahal Oren, Februar 2019
- Form the Carmel mountains to Atlit beach and finally Oren caves, Dezember 2020
- Etzba Cave in the Karmel, Tourism in Israel, August 2016
- Track to etzba cave in nahal oren, September 2018
- Oren river park – Carmel Parking 2020